# Ясная Поляна (Челябинская область)
Ясная Поляна — село в Брединском районе Челябинской области России. Входит в состав Комсомольского сельского поселения.
Основано на месте бывшего полевого стана. Внесено в список населенных пунктов в 1961 году, названо также как родовое имение русского писателя Л. Н. Толстого, в 1960 году исполнилось 50 лет со дня его смерти.

## География
Расположен в восточной части района, в 21 км к востоку от районного центра посёлка Бреды.

## Население
| 2002 | 2010 |
| ---- | ---- |
| 435  | ↘320 |

(в 1959—105, в 1960—332, в 1970—428, в 1983—386, в 1995—459)

## Улицы
- Дорожная,
- Садовая,
- Степная,
- Чабанский городок,
- Шанхай,
- Дальняя,
- Золотая,
- Лесная.